# キングタクシー
キングタクシー株式会社（英文社名：KingTaxi CO.,LTD. ）は、秋田市山王に本社を置くタクシー・バス事業者。タクシー事業のほか、秋田市から委託を受けコミュニティバス（デマンド型交通）の運行も行っている。

## 事業所
- 本社事務所、配車専用、介護事業部： 秋田県秋田市山王3丁目1-17
- 本社営業所： 秋田県秋田市旭北錦町3-46
- 駅前営業所： 秋田県秋田市中通4丁目6-17
- 泉大橋営業所： 秋田県秋田市八橋新川向16-23

## 事業内容

### タクシー
一般のタクシー・ハイヤー部門（小型・中型・特定大型の車両を配備）に加え、各車両を利用した貸切での観光タクシー事業・タクシー代行事業、および秋田空港への乗合タクシー「あきたエアポートライナー」の事業を行っている。

### 介護タクシー
法人として、指定訪問介護事業所の資格を取得し、利用する車両も車椅子のまま乗車可能な車両や後部座席が回転する一般車両を配備している。ドライバーにもホームヘルパーの資格取得者を配備している。

### コミュニティバス
秋田市マイタウン・バス北部線の運行を受託している。